# Cade's Road
Cade's Road è il nome dato a una presunta strada romana che avrebbe attraversato l'Inghilterra nordorientale. Deve il suo nome a John Cade, un commerciante e antiquario che, una volta ritiratosi dagli affari, cominciò a studiare le rovine romane della Contea di Durham. Proprio in seguito a questi studi Cade arrivò a teorizzare nel 1785 l'esistenza di una strada che avrebbe collegato fra loro l'Humber e la foce del Tyne.
La Cade's Road è tuttora oggetto di discussione: sebbene, infatti, in alcuni punti del supposto percorso esistano effettivamente le tracce di una strada romana, l'esatto tragitto risulta ancora ignoto, così come ignoto è il nome che essa avrebbe avuto in epoca romana. Sarebbe dunque più corretto considerarla non una singola strada, ma un sistema viario composto dalla giustapposizione di tronconi di strade differenti.

## Percorso
La Cade's Road avrebbe attraversato le due contee storiche dello Yorkshire e di Durham, separate fra loro dal fiume Tees.

### Dall'Humber al fiume Tees
Nello Yorkshire la Cade's Road avrebbe preso il via dalla città di Brough, dove nei pressi di un punto di attraversamento convivevano un preesistente insediamento celtico e il castrum romano di Petuaria. La strada si sarebbe diretta poi verso nord attraverso i villaggi di Thorpe le Street e Market Weighton, prima di piegare verso occidente (seguendo probabilmente il tracciato di un'altra strada romana, quella attualmente conosciuta come Ermine street), fino a raggiungere York (la romana Eburacum). Da York avrebbe proseguito poi verso nord fino a Thornton-le-Street nei pressi di Thirsk e poi ancora oltre fino ad attraversare il fiume Tees nei pressi dei villaggi di Middleton St George and Middleton One Row su di un ponte di pietra i cui resti sono in parte visibili nelle facciate degli edifici locali.

### Dal fiume Tees al fiume Tyne
Attraversato il Tees, la strada sarebbe entrata nella Contea di Durham dirigendosi verso nord attraverso i villaggi di Sadberge e Great Stainton (conosciuto anche come Stainton-le-Street) nei pressi Sedgefield. Non si conosce il percorso seguito nel circondario della città di Durham, ma si ritiene che la costeggiasse a est, attraversando il fiume Wear all'altezza dell'attuale quartiere di Kepier. Successivamente la strada avrebbe attraversato il castrum di Concangis, nei pressi di Chester-le-Street, l'unico forte romano attualmente conosciuto fra le due città di York e Newcastle. Da Concangis la strada si sarebbe diretta a nord attraverso Birtley e Wrekenton, un villaggio adesso inglobato nell'area di Gateshead. Da Wrekenton si sarebbe diramata una strada secondaria conosciuta come Wrekendyke, che portava a nordest verso il castrum di Arbeia presso South Shields; secondo alcuni Wrekenton sarebbe stata sede di un ulteriore fortificazione romana, ma tale ipotesi non è mai stata confermata. La Cade's Road avrebbe poi proseguito nel suo percorso a nord di Wrekenton attraverso la strada principale di Gateshead per attraversare il Tyne grazie al Pons Aelius, il ponte romano che sorgeva dove ora è l'attuale Newcastle upon Tyne. L'opinione comune è che la strada, una volta raggiunto il Vallo di Adriano, terminasse il proprio percorso senza andare oltre.